# Cassida pubipennis
Cassida pubipennis es un coleóptero de la familia Chrysomelidae.
Fue descrita científicamente en 1999 por Borowiec.